# 张庆摄
张庆摄，清朝人，是一名清朝政治人物。
张庆摄曾于1826年接替刘佳任奉贤县知县一职，1828年由邓秉乾接任。